# Један и један
Један и један је четврти, уједно и повртанички албум реперског дуа Трам 11. Пред почетком 2022. године, под окриљем издавачке куће Менарт. Ово је први албум ове групе после 22 године откако су се разишли почетком 21. столећа.
За песме „Јебо слику своју”, „Ухићен” и „Фали вам (мало генгста)” је избачен видео-спот.
Албум је изазвао контроверзе због шовинистичког односа према Србима, негирању геноцида и политичким противницима десног политичког спектра у Хрватској.

## Опште информације
Трам 11 је један од виновника хип хопа у СФР Југославији која је настала у другој половини деведесетих година. Била је утицајна све до 2003. године када су се разишли због свађе. Почетком 2017. године на концерту Генерала Хуа у Хали спортова се појавио Таргет и тиме је неформално најављено ново помирење групе. Исте године је одржан и заједнички коценрт који је формало обновио групу.
Албум је најављен спотом за песму „Јебо слику своју” 2021. г.

## Контроверзе
Генерал Ху, рођени Вуковарац, у песми „Пуши курац” је одреповао неколико србофобних строфа које вређају Србе и српску културу. Он је геноцид над Јеврејима, Ромима и Србима у НДХ, конкретно концентрациони логор у Јасеновцу, назвао митом. Политичко и територијално организовање Срба у Хрватској оценио је да их „нема ни у игрици”. Србе и остале несрпске љубитеље српскога музичара Ђорђа Балашевића назвао је „балашевићима”, и да сви он који су одали почаст Балашевићу после његове смрти исписавши реч „бећарац” на ћириличкоме писму у главној загребачкој улици „Илица” (алузија на стихове из Балашевићеве песме „Стих на асфалту”), могу да му „пуше курац”. Споран део песме гласи:
„И не волиш кухаре, али добро грабиш из лонца, / сви сте ту због новца као мит из Јасеновца. / Балашевићи нема вам државе ни на игрици, / пушите курац за ћирилицу на Илици.”
Недуго потом, издавачка кућа „Менарт” је раскинула уговор са овим двојцем. Трам 11 тврди да је жртва културе отказивања.

## Списак песама
| №   | Назив                                                  | Трајање |  |
| 1.  | Трам врућа линија                                      | 0:26    |  |
| 2.  | Друга су времена                                       | 3:07    |  |
| 3.  | Причамо о...                                           | 3:49    |  |
| 4.  | Фали вам (мало генгста)                                | 3:56    |  |
| 5.  | Бирајте 2                                              | 0:07    |  |
| 6.  | Репери су слатки                                       | 3:10    |  |
| 7.  | Репутација                                             | 3:10    |  |
| 8.  | Потез ловца (feat. Неред и Стока)                      | 4:04    |  |
| 9.  | Упад у клуб (feat. Пендрек, Суидисал, Аднан и Марчело) | 4:52    |  |
| 10. | Бирајте 3                                              | 1:05    |  |
| 11. | Десет дана љубави                                      | 4:24    |  |
| 12. | Јебо слику своју                                       | 3:39    |  |
| 13. | Тврда копија                                           | 4:00    |  |
| 14. | Бирајте 4                                              | 0:07    |  |
| 15. | Приче са тамне стране                                  | 3:50    |  |
| 16. | Нови план                                              | 3:15    |  |
| 17. | ПШК (скр. од „Пуши курац”)                             | 3:36    |  |
| 18. | Тко нам је пробао узети сјај                           | 3:13    |  |